# 游鴻明
游鴻明（英語：Chris Yu，1968年10月30日—），台灣創作男歌手、詞曲作家、音樂製作人。曾任華人地區多項音樂比賽評審，重要作品包括《愛我的人和我愛的人》、《孟婆湯》、《一天一萬年》、《戀上另一個人》、《第一千個晝夜》、《五月的雪》、《下沙》、《詩人的眼淚》、《白色戀人》、《倦鳥餘花》、《無字的情批》、《若是我回頭來牽你的手》等400餘首國、台語歌曲。

## 主要经历
游鸿明原在木吉他民歌西餐廳及吉普賽民歌西餐廳駐唱，與張宇、袁惟仁、于冠華、莫凡、伍浩哲皆為同期的好友。在大專盃迴旋之星創作比賽取得創作組第一名後，於1989年於可登唱片灌製第一張合輯《年輕是我們的名字》，1993年發行第一張個人專輯《等不及要對你說》。1994年發行第二張專輯《戀上一個人》後，逐漸嶄露歌唱以及國台語歌曲創作方面的才華。之后陆续推出《孟婆湯》、《戀上另一個人》、《五月的雪》、《下沙》、《愛我的人和我愛的人》、《愛我》、《繁華攏是夢》、《無字的情批》、《若是我回頭來牽你的手》等400餘首國、台語歌曲，亦在華人地區多項音樂比賽中担任評審。
2014年4月，游鸿明接受鼻腔手术并调养一个月。2015年，发行新专辑《最近的游鸿明》。

## 音樂專輯

### 錄音室專輯
| 專輯名稱                     | 唱片公司       | 發行日期      |
| ---------------------------- | -------------- | ------------- |
| 等不及要對妳說               | 歌林唱片       | 1993年11月    |
| 戀上一個人                   | 歌林唱片       | 1994年9月10日 |
| 愛一回傷一回                 | 威聚國際       | 1995年7月     |
| 狂悲狂喜                     | 威聚國際       | 1996年5月     |
| 受困思念                     | 藝能動音       | 1997年4月     |
| 五月的雪                     | 大宇國際唱片   | 1999年4月     |
| 2000 新情詩 下沙             | 大宇國際唱片   | 2000年9月     |
| 地下鐵                       | 大宇國際唱片   | 2001年8月     |
| 2003 心情歌創作 台北寂寞部屋 | 新力唱片       | 2003年3月     |
| 2004 秋季戀歌 第一千個晝夜   | 新力唱片       | 2004年10月    |
| 詩人的眼淚                   | 新力博德曼音樂 | 2006年3月17日 |
| 2007 游鴻明創作集 倦鳥餘花   | 多利安娛樂     | 2007年9月28日 |
| 與愛情無關                   | 當然娛樂       | 2009年7月2日  |
| 最近的 游鴻明                | 夢響當然       | 2015年4月24日 |

### 單曲
| 專輯名稱   | 唱片公司     | 發行日期      |
| ---------- | ------------ | ------------- |
| 流浪。狗。 | 大宇國際唱片 | 2001年7月12日 |

### EP
| 專輯名稱     | 唱片公司 | 發行日期       |
| ------------ | -------- | -------------- |
| 每個人都在變 | 當然娛樂 | 2011年12月29日 |

### 精選
| 專輯名稱                               | 唱片公司       | 發行日期      |
| -------------------------------------- | -------------- | ------------- |
| 一天一萬年 (創作精選)                  | 藝能動音       | 1998年2月     |
| 33 多料金選                            | 博德曼音樂     | 2001年6月     |
| 戀上游鴻明 2002 情歌創作精選集         | 新力唱片       | 2002年3月     |
| 游式情歌 1993-2006 經典全紀錄          | 新力博德曼音樂 | 2006年11月    |
| 2008 情歌金選最終回 新歌+精選 終極情歌 | 新力博德曼音樂 | 2008年2月1日  |
| 彭游戀歌 最愛精選 (演唱會先聽盤)       | 新力博德曼音樂 | 2008年5月20日 |

## 與其他歌手合唱
- 1995年與陳美鳳合唱《繁華攏是夢》收錄於陳美鳳專輯《繁華攏是夢》
- 1999年與謝霆鋒、黃中原、黃大煒合唱《我們這裡還有魚》收錄于合輯魔霆癡狂
- 2000年與蔡淳佳合唱《談心》收錄於蔡淳佳專輯《蔡淳佳同名專輯》
- 2003年與周彥宏合唱《相信》
- 2008年與凡人二重唱合唱《征服》收錄於凡人二重唱專輯《凡人跟他的朋友們》
- 2007年與彭佳慧合唱《夫妻臉》收錄在專輯《倦鳥餘花》
- 2008年與何潤東合唱《彩虹彎彎》收錄於何潤東專輯《我記得我愛過》
- 2011年與朱丹合唱《就去愛》收錄在EP《每個人都在變》

## 演唱會
- 2008年6月起，與彭佳慧合辦大型的售票演唱會---「呼彭喚游」共四场，在台北(三場)、台中、高雄三地舉辦。

## 综艺节目
東森綜合台－全民星攻略

## 外部連結
- 游鴻明的新浪微博
- 游鴻明的新浪博客
- 新浪 - 游鴻明个人档案 （页面存档备份，存于）